# Boiro
Boiro település Spanyolországban, A Coruña tartományban. Boiro A Pobra do Caramiñal, Porto do Son, Lousame és Rianxo községekkel határos. Lakosainak száma 19 018 fő (2024).

## Népesség
A település népessége az utóbbi években az alábbiak szerint változott:
| Lakosok száma | 18 074 | 18 302 | 18 554 | 18 883 | 19 106 | 19 060 | 18 871 | 18 838 | 18 955 | 19 018 |
|               | 2001   | 2004   | 2006   | 2009   | 2011   | 2014   | 2016   | 2019   | 2021   | 2024   |